# Steen Bostrup
Steen Bostrup (født 24. januar 1939 i Horsens, død 6. september 2006 i København) var en mangeårig studievært på TV Avisen på DR og blev kendt som Danmarks Mr. News. Han var far til skuespilleren Charlotte Sachs Bostrup og tv-værten Camilla Sachs Bostrup.
Efter bl.a. at have tilbragt to år i livgarden besluttede han sig til at blive journalist og startede sin karriere som elev på Horsens Folkeblad i 1959. Derefter kom han til den århusianske avis Demokraten. I 1964 fik Steen Bostrup sit første job hos Danmarks Radio som freelance-journalist på Musikradioen. I 1967 gik det så videre til TV-Aktualitetsafdelingen, hvor han bl.a. i en periode var på Christiansborg. I 1977 blev han studievært og i 1979 redaktionssekretær. Hans eneste periode væk fra DR mellem tiltrædelsen i 1964 og 2001, hvor han sluttede på kanalen, var på lidt under 1 år i 1984–1985, hvor han arbejdede på Weekend-tv. I august 1985 vendte han dog tilbage som både studievært og redaktionssekretær. I efteråret 2003 fik han et comeback som vært på Sky Radio.
I 1996 modtog han DR's Sprogpris, og i 1999 blev han af Dronning Margrethe udnævnt til Ridder af 1. grad af Dannebrog.
Han døde af et hjertestop den 6. september 2006, 67 år gammel.